# Wienerfilharmonikernas nyårskonsert 2023

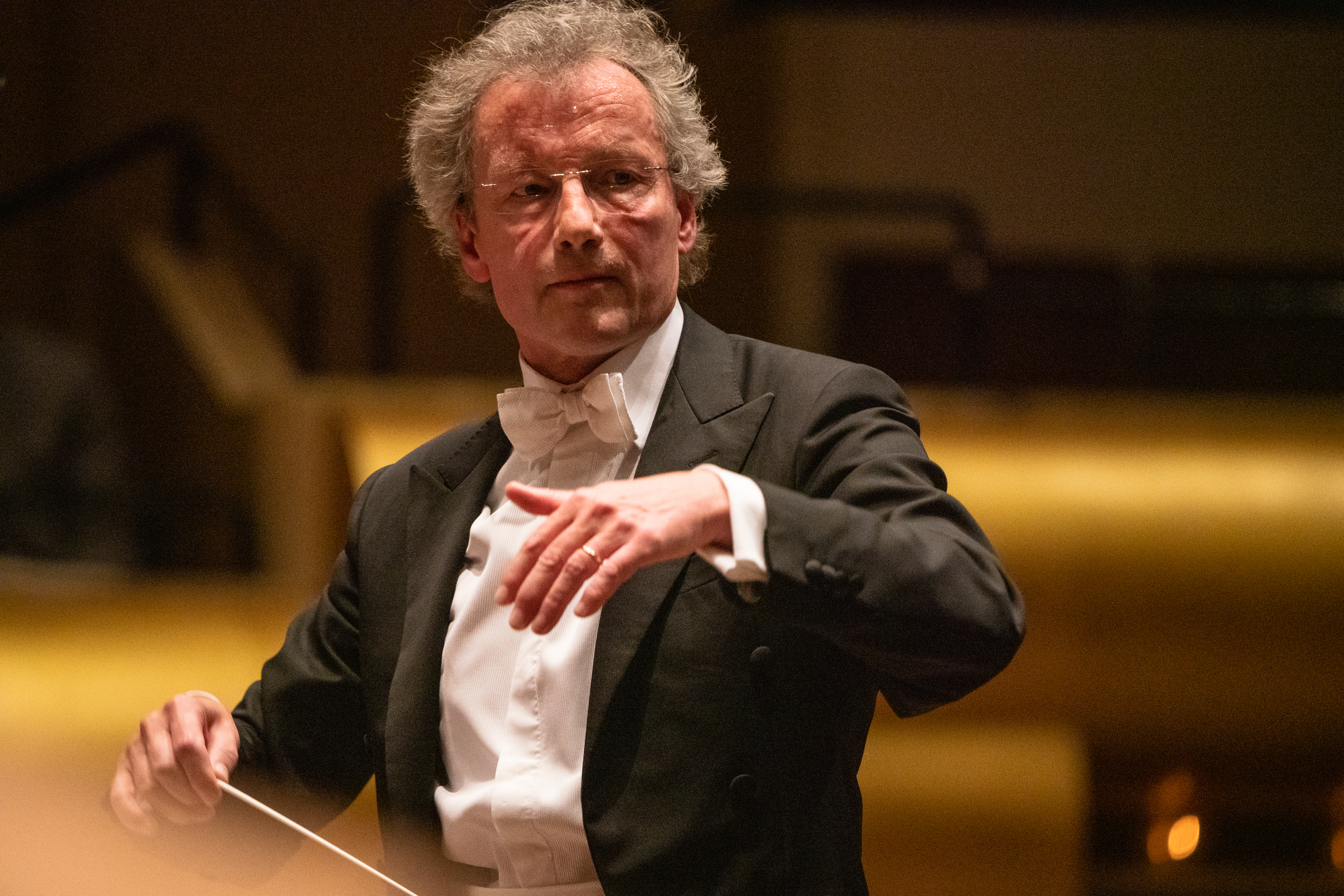
Franz Welser-Möst (2020)

Wienerfilharmonikernas nyårskonsert 2023 räknas som den 83:e nyårskonserten från Wien och ägde rum den 1 januari 2023 i Wiens Musikverein. Dirigent var för tredje gången Franz Welser-Möst, som även dirigerade konserterna 2011 och 2013.

## Historia
Strikt räknat var det Wienerfilharmonikernas 79:e nyårskonsert, eftersom det inte var förrän 1946 som namnet introducerades. Dessutom var det den 84:e Årsskifteskonserten, då det vid årsskiftet 1939/40 gavs en Außerordentliches Konzert (extraordinär konsert) av Wienerfilharmonikerna, som dock ägde rum på nyårsafton 1939. Från 1941 dirigerades nyårskonserten av Clemens Krauss, med undantag för åren 1946 och 1947 då Krauss förbjöds att dirigera på grund av sin närhet till nazistregimen och ersattes av Strausspecialisten Josef Krips.
Efter Clemens Krauss död 1955 följde Willi Boskovsky, konsertmästare i Wienerfilharmonikerna, som dirigerade konserten 25 gånger i rad. Från 1980 till 1986 följde sju konserter med dirigenten Lorin Maazel, som tjänstgjorde som chef för Wiener Staatsoper från 1982 till 1984. Därefter beslutade Wienerfilharmonikerna att bjuda in en ny dirigent varje år.

## Konserten
För första gången, förutom Wiener Sängerknaben, sjöng också Wiener Chormädchen, den kvinnliga sidan av kören som grundades 2004. Flickorna bar en outfit av designern Eva Poleschinski. Wiener Sängerknaben firade 2023 sitt 525-årsjubileum.
Några dagar före konserten frågade ORF-presentatören Martin Thür dirigenten Franz Welser-Möst om Radetzkymarschen var "ett verkligt tecken på fred från Wien till de döende i Ukraina". Därefter kommenterades och diskuterades frågan av andra politiker.

### Balettinslag

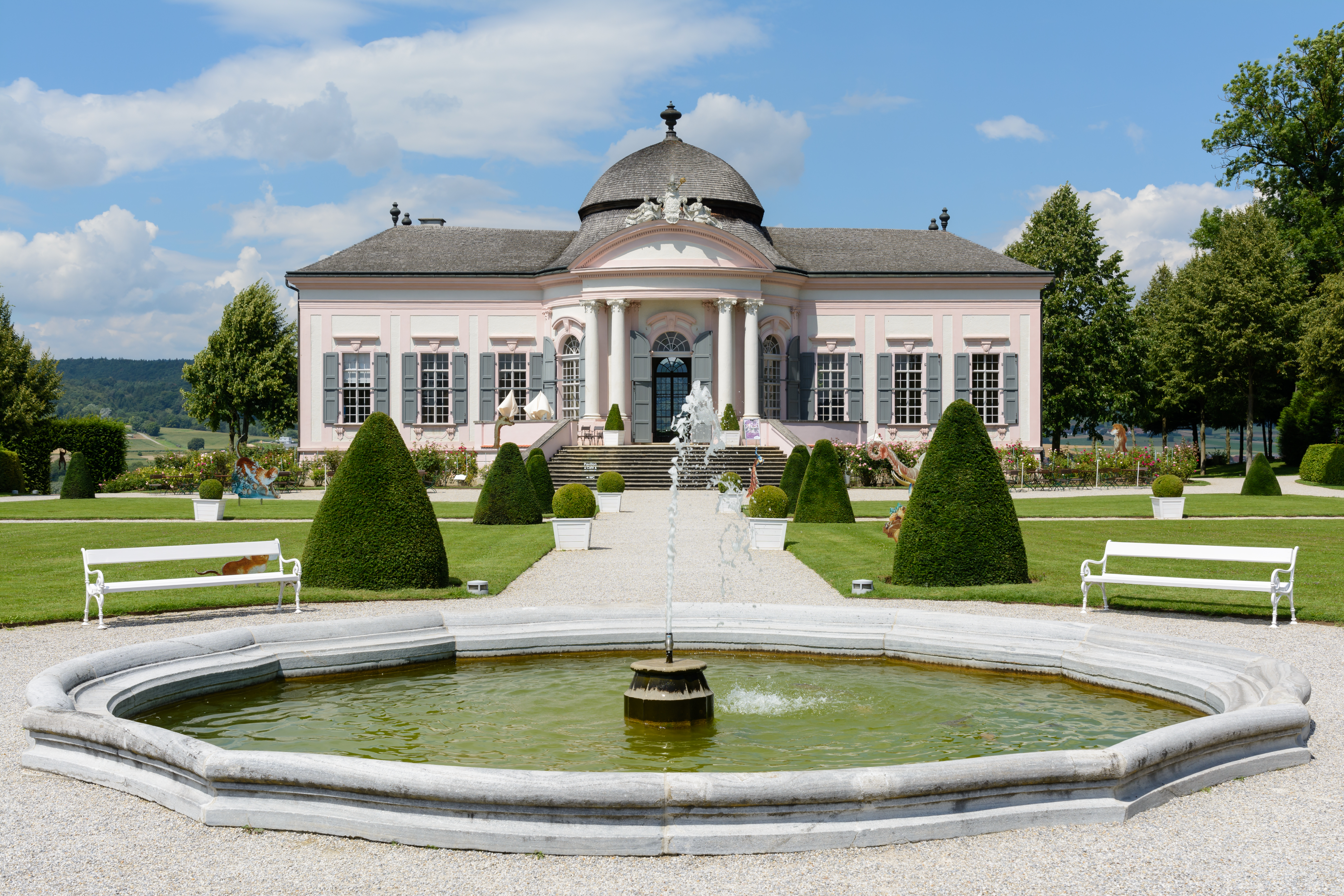
Gartenpavillon i Stift Melk

Under ledning av Michael Beyer, som ansvarade för genomförandet av balettproduktionen för tionde gången och för sjunde gången i konsertsändningen, filmades tre istället för två dansmellanspel med Wiens statsbalett i motsats till tidigare år. Ashley Page var ansvarig för koreografin och balettkostymerna designades av Emma Ryott.
Valsen Perlen der Liebe av Josef Strauss filmades med fyra dansande par i rokokoslottet Laxenburg och dess park. Ett par dansade till Eduard Strauss polka Auf und davon i trädgårdspaviljongen till Stift Melk. I klostrets interiörer gjordes inspelningarna för det tredje dansmellanspelet till valsen An der schönen blauen Donau med fem par.
Dansarna var Davide Dato, Sonia Dvořák, Olga Esina, Calogero Failla, Lourenço Ferreira, Marian Furnica, Hyo-Jung Kang, Aleksandra Liashenko, Marcos Menha, Ketevan Papava och Maria Yakovleva.

### Övrigt

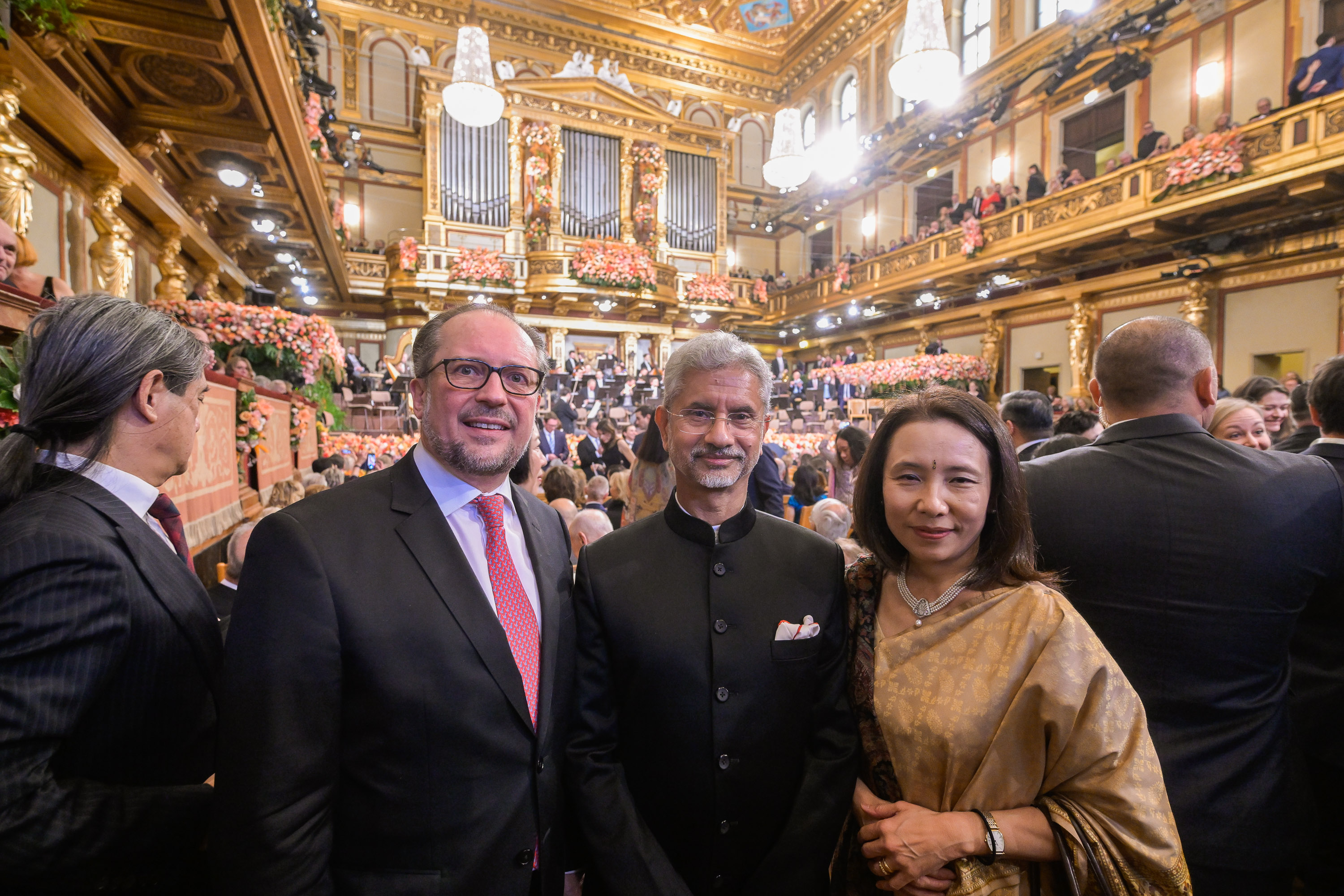
Alexander Schallenberg med Subrahmanyam Jaishankar vid konserten 2023

Österrikes förbundskansler Karl Nehammer bjöd in Bulgariens president Rumen Radev till nyårskonserten. Radev hade tidigare kritiserat Österrikes avslag på utvidgningen av Schengenområdet till att omfatta Bulgarien och Rumänien. Andra besökare på konserten inkluderade Alexander Schallenberg med Subrahmanyam Jaishankar, Karoline Edtstadler med Miltiadis Varvitsiotis, Bastian Schweinsteiger och Ana Ivanović samt Alexander Van der Bellen och Doris Schmidauer, Heinz Fischer och Margit Fischer, Kristina Hammer, Juan Diego Florez, Wolfgang Sobotka och Hans Niessl.
Klimataktivister stoppades av tjänstemän inför en möjlig aktion: Organisationen Letzte Generation tog på sig ansvaret, där en banderoll med inskriptionen Ytterligare två år skulle vecklas ut i Gyllene salen som en vädjan om omedelbara åtgärder.

## Program
Programmet tillkännagavs den 30 september 2022. Fjorton av de femton verken framförs för första gången. Endast valsen Aquarellen av Josef Strauss har spelats flera gånger tidigare, första gången 1946 under Josef Krips och senast 2002 under Seiji Ozawa.
Polkan Heiterer Muth har redan varit en del av nyårskonserterna sju gånger (1948, 1958, 1960, 1964, 1970, 1977 och 1984) men sångversionen var ny. En sjungen version av polkan For ever förekom aldrig trots annonsering, den framfördes bara instrumentalt (för första gången).

### 1:a delen
- Eduard Strauß: Wer tanzt mit?, Polka schnell, op. 251*
- Josef Strauss: Heldengedichte, Vals, op. 87*
- Johann Strauss den yngre: Zigeunerbaron-Quadrille. op. 422*
- Carl Michael Ziehrer: In lauschiger Nacht, Vals, op. 488*
- Johann Strauss den yngre: Frisch heran!, Polka schnell, op. 386*

### 2:a delen
- Franz von Suppé: Ouvertyr till Isabella*
- Josef Strauss: Perlen der Liebe, Konsertvals, op. 39*
- Josef Strauss: Angelica-Polka, Polka française, op. 123*
- Eduard Strauß: Auf und davon, Polka schnell, op. 73*
- Josef Strauss: Heiterer Muth. Polka française, op. 281, med Wiener Sängerknaben och Wiener Chormädchen
- Josef Strauss: For ever, Polka schnell, op. 193, planerad att sjungas av Wiener Sängerknaben,[15] men framfördes instrumentalt.*
- Josef Strauss: Zeisserln, Vals, op. 114*
- Joseph Hellmesberger junior: Glocken-Polka und Galopp aus dem Ballett Excelsior*
- Josef Strauss: Allegro fantastique, Orchesterfantasie, Anh. 26b*
- Josef Strauss: Aquarellen, Vals, op. 258

### Extranummer
- Johann Strauss den yngre: Banditen-Galopp, Polka schnell, op. 378
- Johann Strauss den yngre: An der schönen blauen Donau, Vals, op. 314
- Johann Strauss den äldre: Radetzkymarsch, op. 228

Verkförteckningen och verkens ordning finns på Wienerfilharmonikernas webbplats men kompletteras/korrigeras på grundval av sändningen den 1 januari 2023.
Verk markerade med * spelades för första gången vid en nyårskonsert.

## Pausfilm

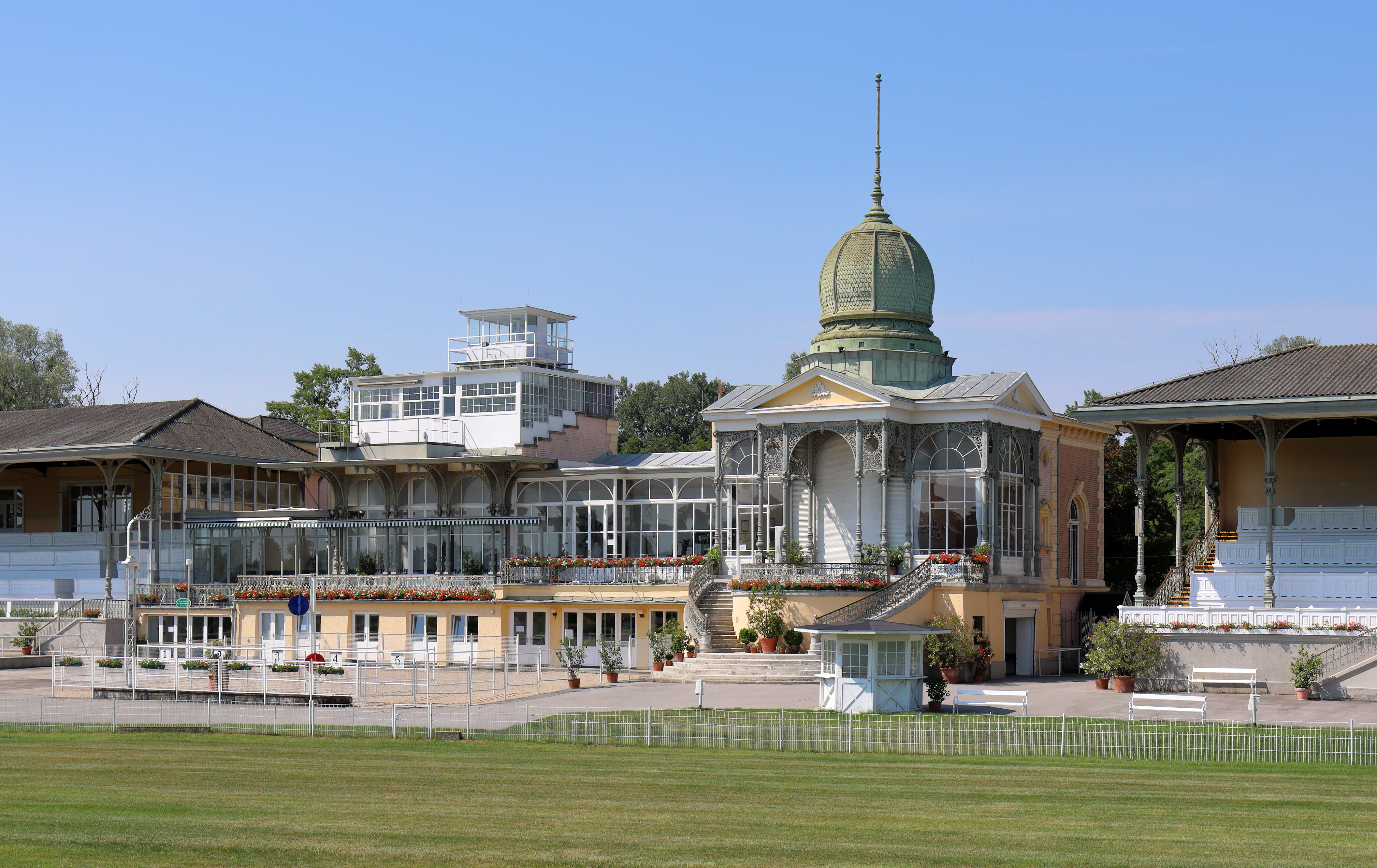
Galoppbanan Freudenau

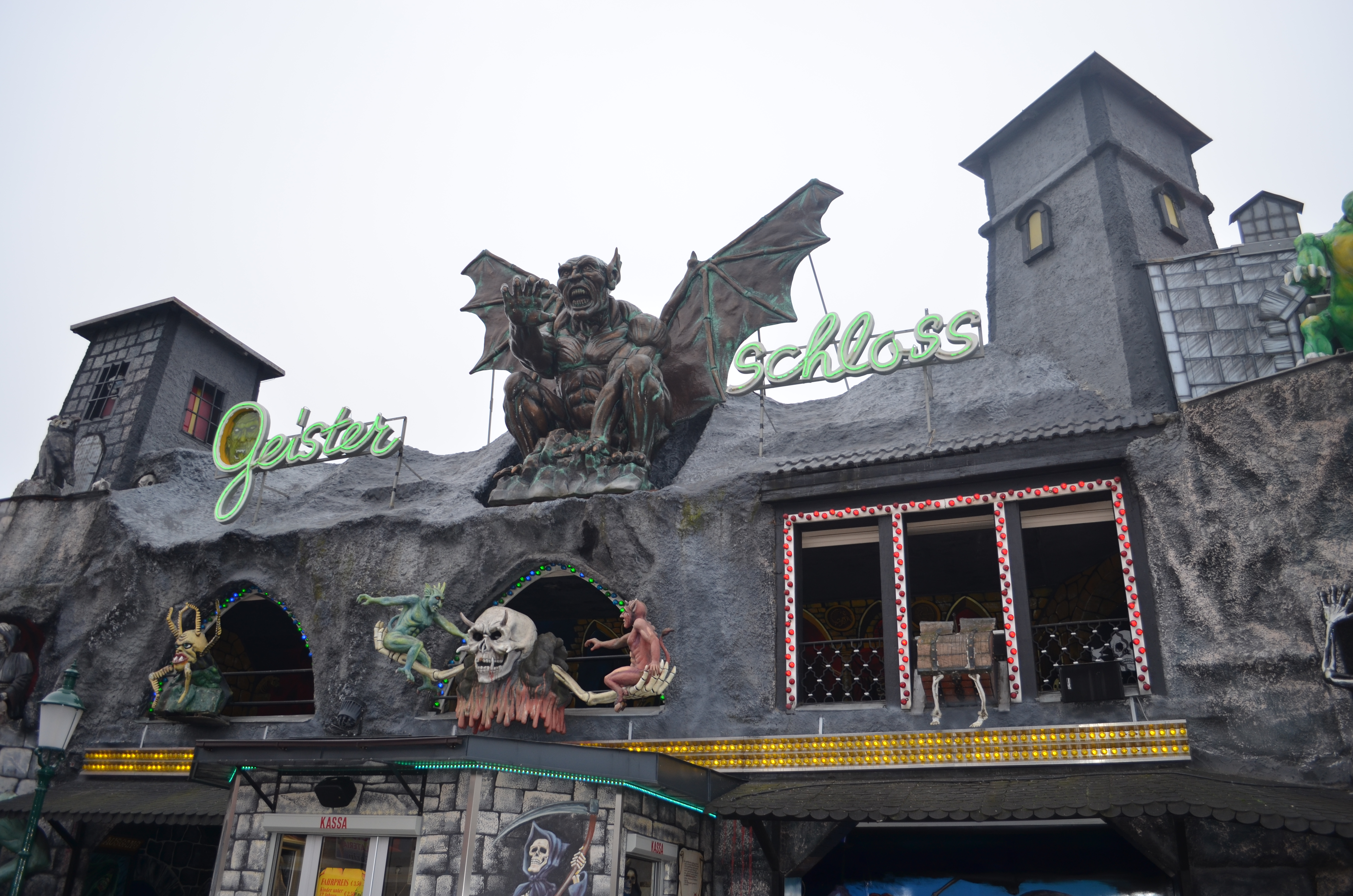
Spökhuset i Wurstelprater

Pausfilmen av Barbara Weissenbeck och Nicholas Pöschl med titeln EXPO 1873 var tillägnad 150-årsjubileet av Världsutställningen 1873. Dirigenten Franz Welser-Möst bläddrade i en illustrerad bok där enskilda aspekter av utställningen belyses. Musikerna i Wienerfilharmonikerna spelade i olika formationer bland annat i Wurstelprater, Freudenau-kapplöpningsbanan och den datorgenererade rotundan.

### Musik
- Robert Fuchs: Serenade Nr. 1 D-Dur, op. 9, 3. Satz, Allegro Scherzando
  - Pavel Kuzmichev, Liya Frass (Violin)
  - Michael Strasser (Viola)
  - Stefan Gartmayer (Violoncell)
  - Alexander Matschinegg (Kontrabas)

- Astor Piazzolla: Fuga y Misterio, Arrangement Stephan Koncz
  - Raphael Flieder, Edison Pashko, Sebastian Bru, Bernhard Naoki Hedenborg

- Die Strottern: Nix faluan, Musik Klemens Lendl und David Franz Müller, Bearbeitung Josef Reif
  - Valerie Schatz (Harpaoch kontrabas)
  - Josef Reif (Ess-Trumpet och horn)
  - Lukas Schmid (Fagott)
  - Christoph Gigler (Harmonika och Tuba)
  - Matthias Schorn (Klarinett)

- Johannes Brahms: Klarinettenquintett in h-Moll op. 115, 1. Satz, Allegro
  - Gregor Hinterreiter (Klarinett)
  - Katharina Engelbrecht, Júlia Gyenge (Violin)
  - Ursula Ruppe (Viola)
  - David Pennetzdorfer (Violoncell)

- Caribbean Tempest, Ludwig van Beethoven, Michel Camilo, Robert Schumann, Arrangement Tibor Kováč
- Carribe, Michel Camilo
  - Tibor Kováč, Lara Kusztrich (Violin)
  - Holger Tautscher-Groh (Viola)
  - Orfeo Mandozzi (Violoncell)
  - Adela Liculescu (Klaver)

- Fritz Kreisler: Kleiner Wiener Marsch
  - Dietmar Küblböck (Altbasun)
  - Wolfgang Strasser, Kelton Koch (Tenorbasun)
  - Mark Gaal (Bastuba)
  - Albert Wieder (Cimbasso)

## TV-utsändningar
Michael Beyer var ansvarig för den 65:e ORF-sändningen och femton HDTV-kameror användes.
I Österrike såg upp till 1,221 miljoner åskådare konserten, och den andra delen av konserten sågs av i genomsnitt 1,177 miljoner tittare. Pausfilmen nådde i genomsnitt 1.051 miljoner tittare.

## Inspelningar
Dubbel-CD:n släpptes den 13 januari 2023 och var ett av de mest sålda albumen i Österrike. DVD och Blu Ray-Disc släpptes den 27 januari 2023.

## Weblänkar
- Neujahrskonzert 2023 mit Franz Welser-Möst auf wienerphilharmoniker.at
- Das Programm des Neujahrskonzerts 2023 auf wienerphilharmoniker.at